# Quai de Bourbon
Der Quai de Bourbon ist eine Straße entlang der Seine auf der Île Saint-Louis im 4. Arrondissement von Paris.

## Lage
Der Quai de Bourbon liegt am westlichen Ende der Île Saint-Louis. Die Straße beginnt an der Pont Marie und verläuft um die Inselspitze beim Place Louis Aragon herum zur Pont Saint-Louis. Entlang der Straße stehen viele Privatvillen, die meisten unter Denkmalschutz, in denen zahlreiche historische Persönlichkeiten, Künstler oder Politiker, wohnten.

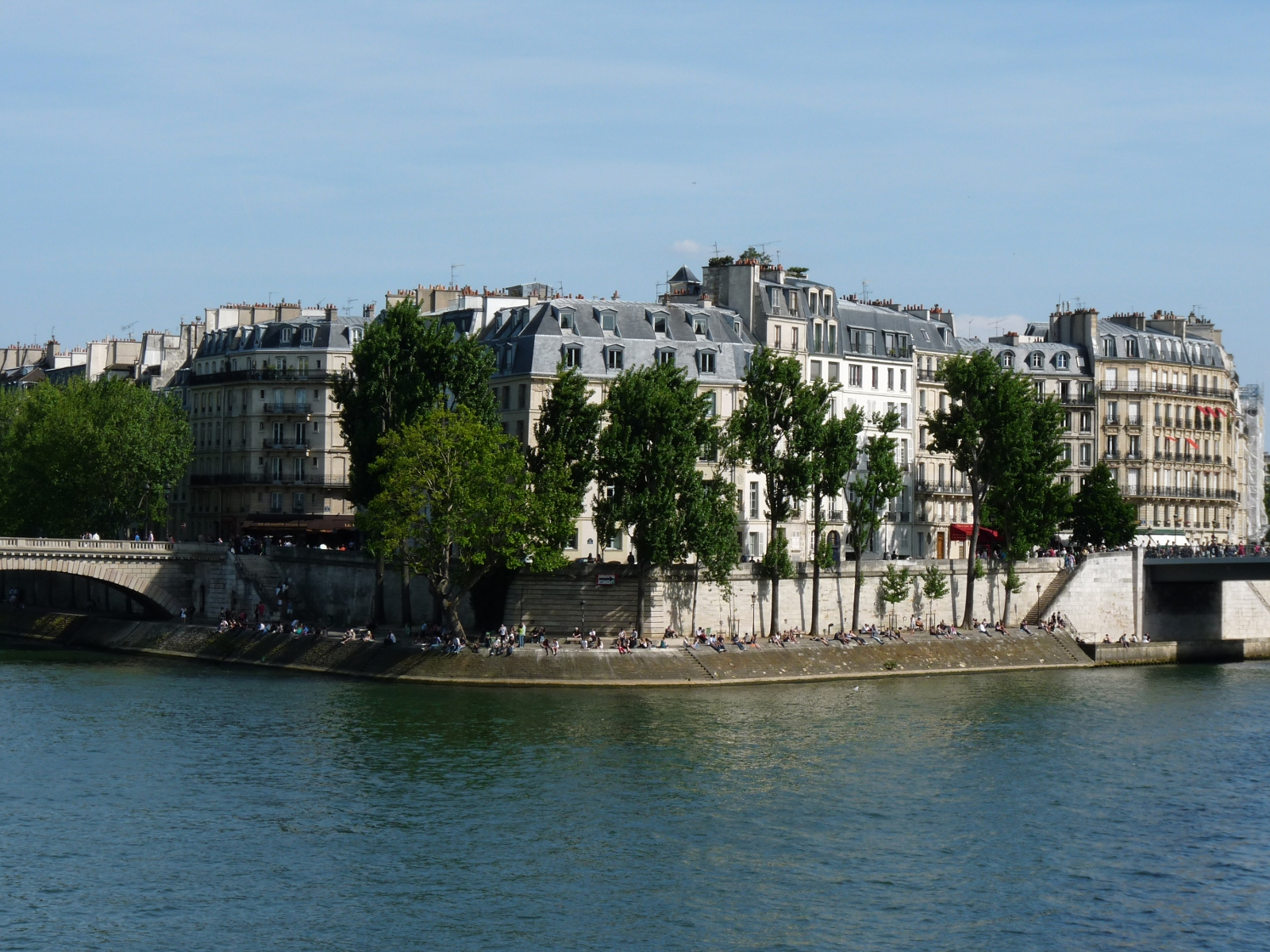
Der Quai an der Westspitze
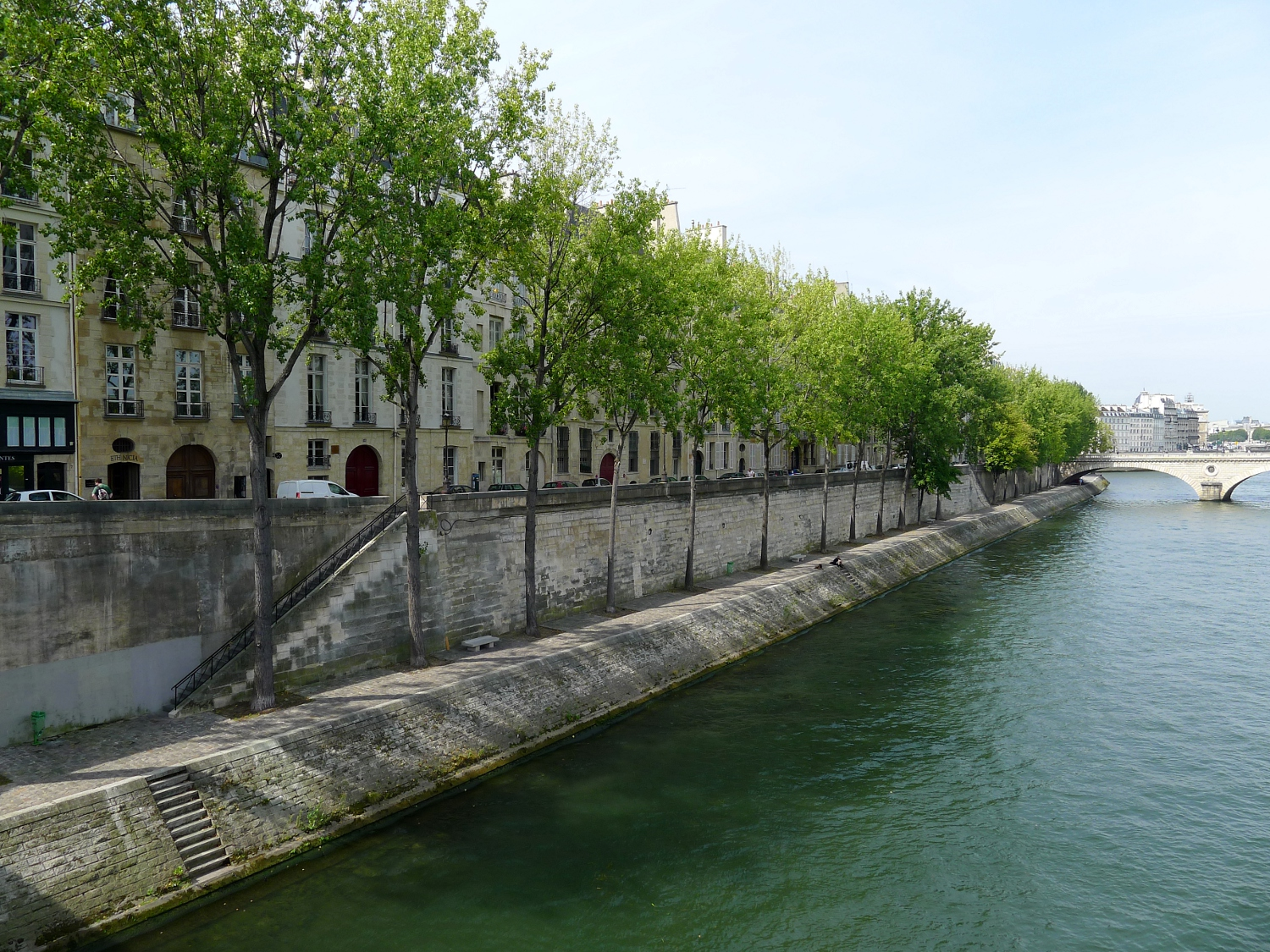
Der Quai von Nordosten
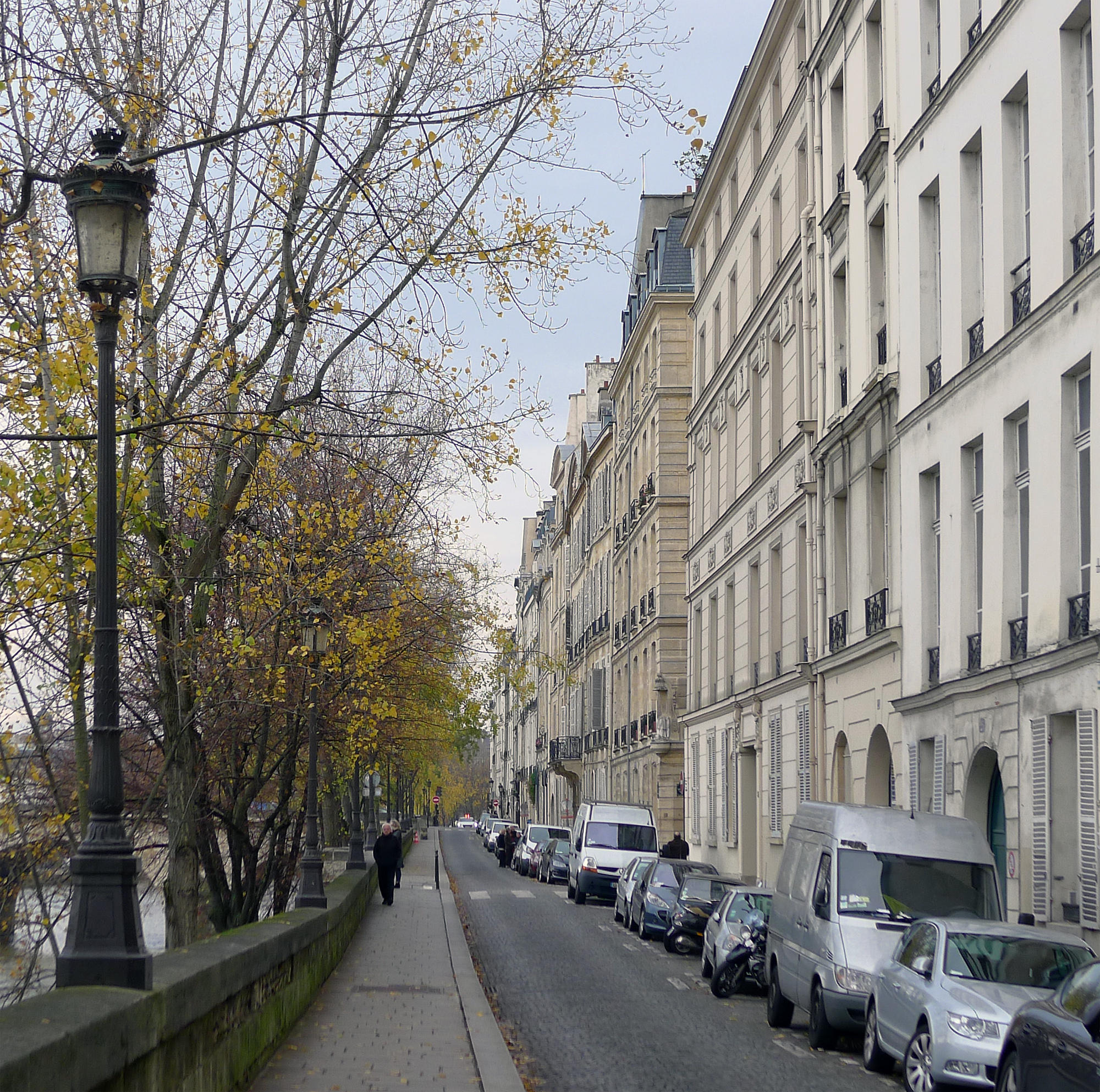
Der Quai nach Nordwesten
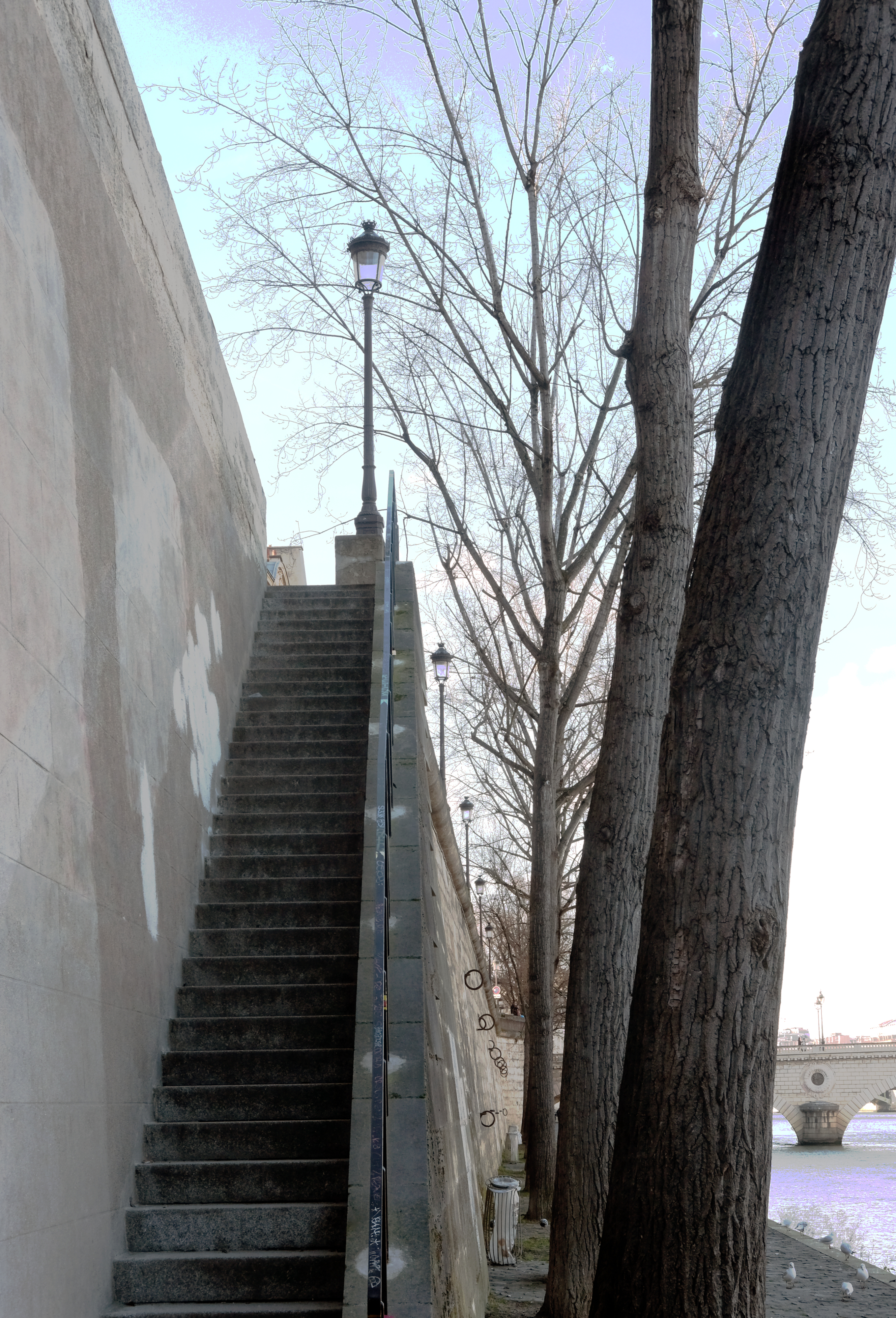
Treppen zum Seineufer

## Namensursprung
Der Quai trägt den Namen der königlichen Familie der Bourbonen.

## Geschichte
Der Quai wurde in den Jahren von 1614 bis 1646 unter dem aktuellen Namen gebaut. Zwischenzeitlich hieß er Quai de la République (1792, während der Revolutionsjahre), danach Quai d’Alençon. Am 27. April 1814 bekam er seinen ursprünglichen Namen zurück.

## Sehenswürdigkeiten
Am Kai gibt es viele bemerkenswerte Gebäude, von denen einige hier aufgeführt werden:
- Nr. 1: 1616 erbautes Anwesen, das dem Staatsanwalt des Gefängnisses Châtelet, Pierre Le Mercier und seinen Nachkommen gehörte. Im Erdgeschoss befindet sich das Kabarett Au Franc Pinot aus dem 17. Jahrhundert, dessen denkmalgeschütztes schmiedeeisernes Tor mit Weinreben und goldenen Weintrauben geschmückt ist. Es wurde 1716 von der Polizei geschlossen, nachdem Verleumdungen und Broschüren gegen die Moral des Regenten Philippe d’Orléans entdeckt wurden.
- Nr. 9–11: Standort der ehemaligen Ruelle aux Vaches. In Nummer 11 wohnte 1643 der Maler Philippe de Champaigne, Maler des Königs
- Nr. 13–15: Hôtel Le Charron, Intendant der Finanzen (1630). Seit dem 4. Juli 1988 steht das Hôtel particulier unter Denkmalschutz.[2] Die belgischen Bildhauerin Yvonne Serruys (1873–1953) hatte hier ihr Atelier und auch ihre Manne, des französischen Schriftstellers Pierre Mille ließ sich 1912 hier nieder; bis 1913 hatte Camille Claudel (1864–1943) hier auch ihr Atelier. Hier war auch das letzte Zuhause des Malers Émile Bernard. Haroun Tazieff wohnte hier. Roland Dumas hatte hier seine Kanzlei.[3][4]
- Nr. 25: Léon Blum wohnte hier in der Zeit der Front populaire.

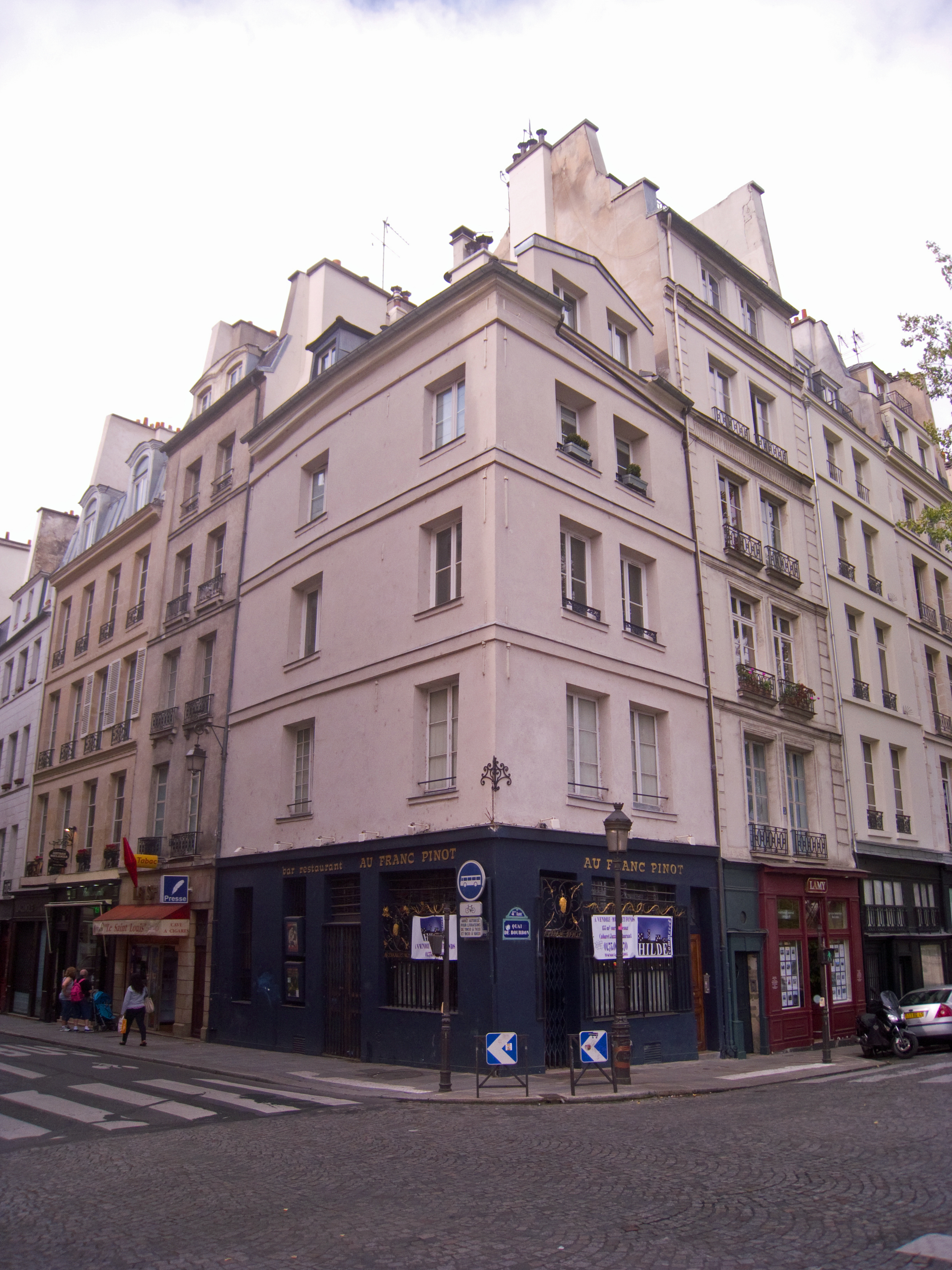
Nr. 1
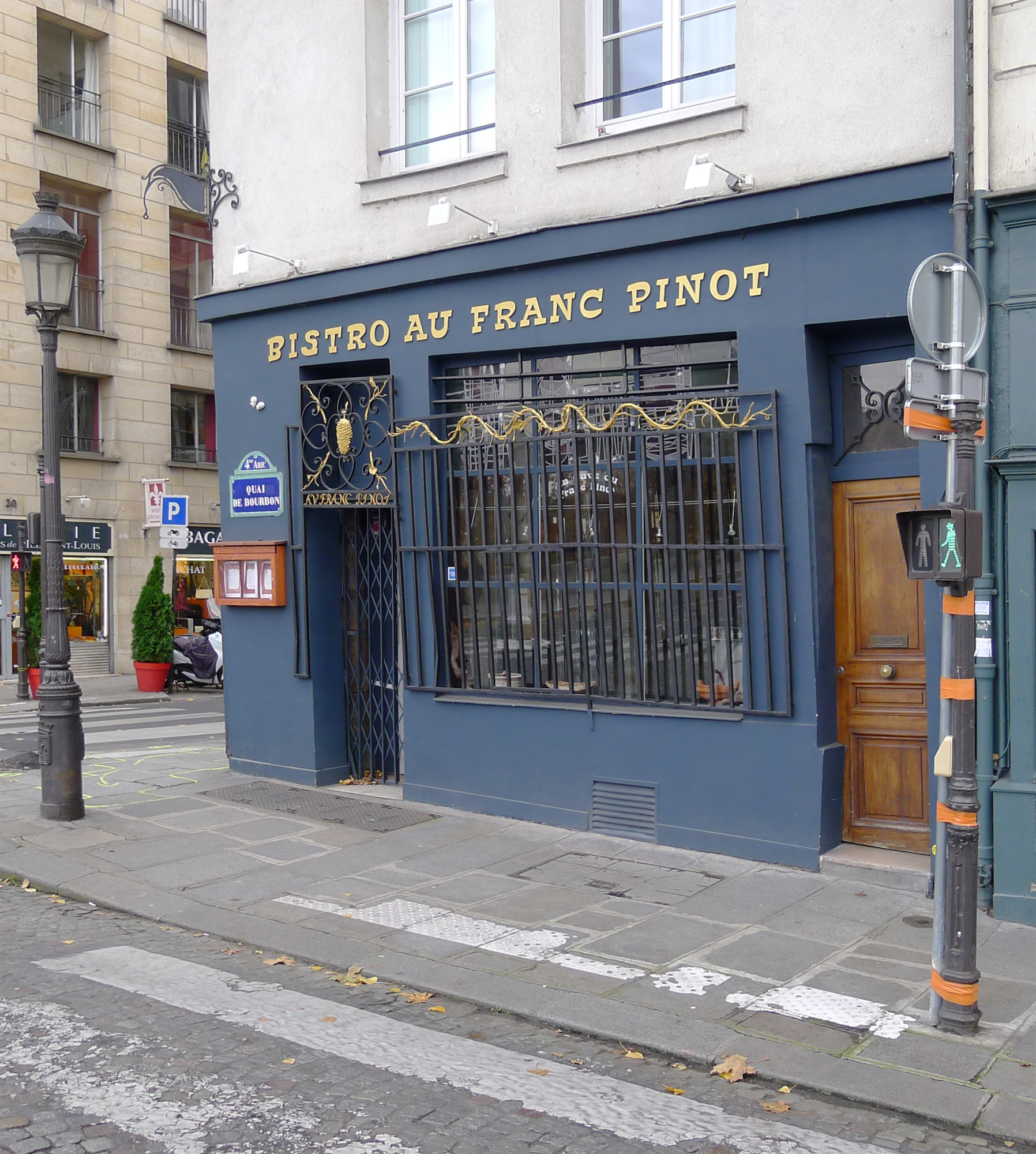
Das Gitter des Au Franc Pinot
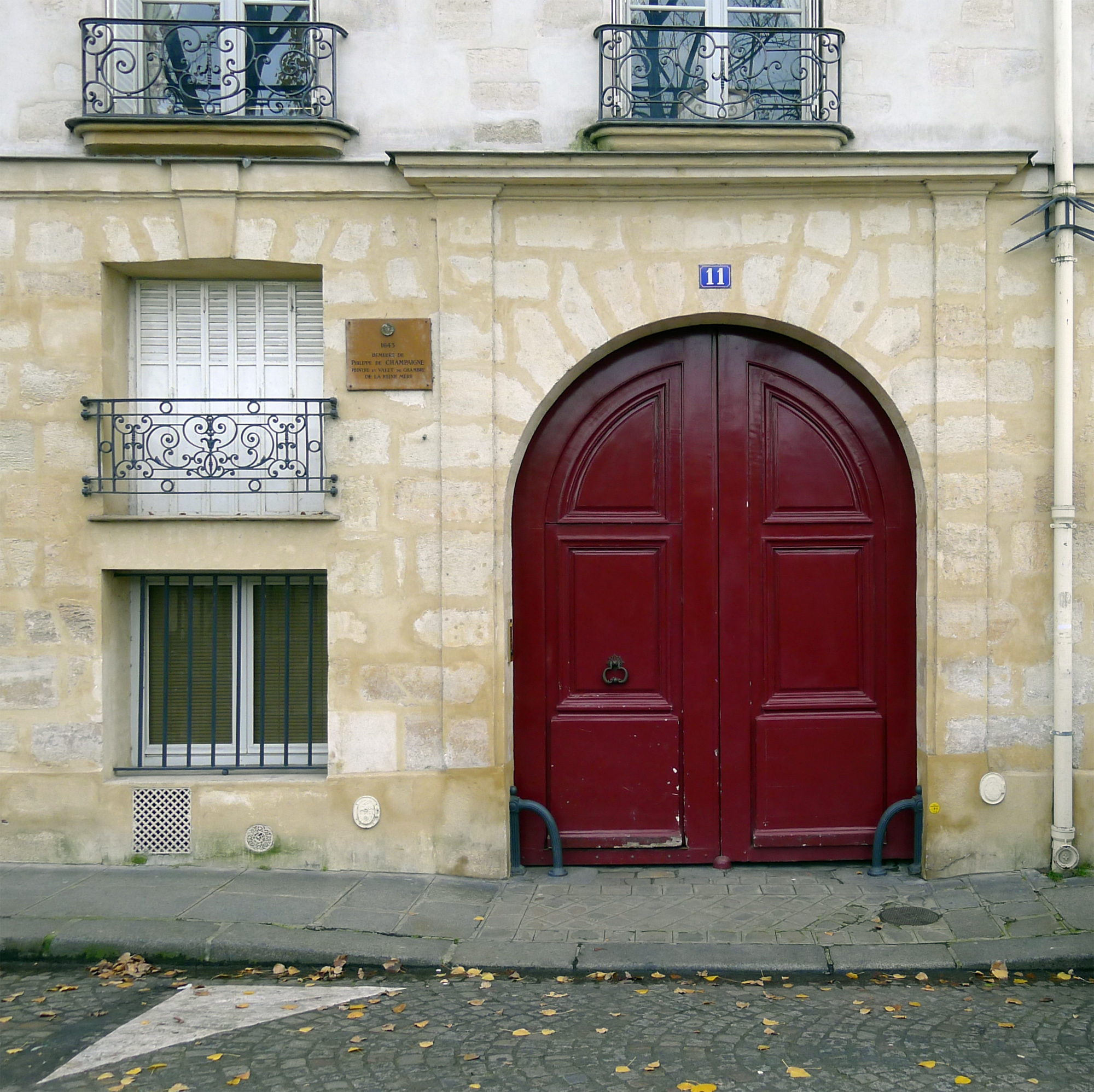
Eingang von Nr. 11
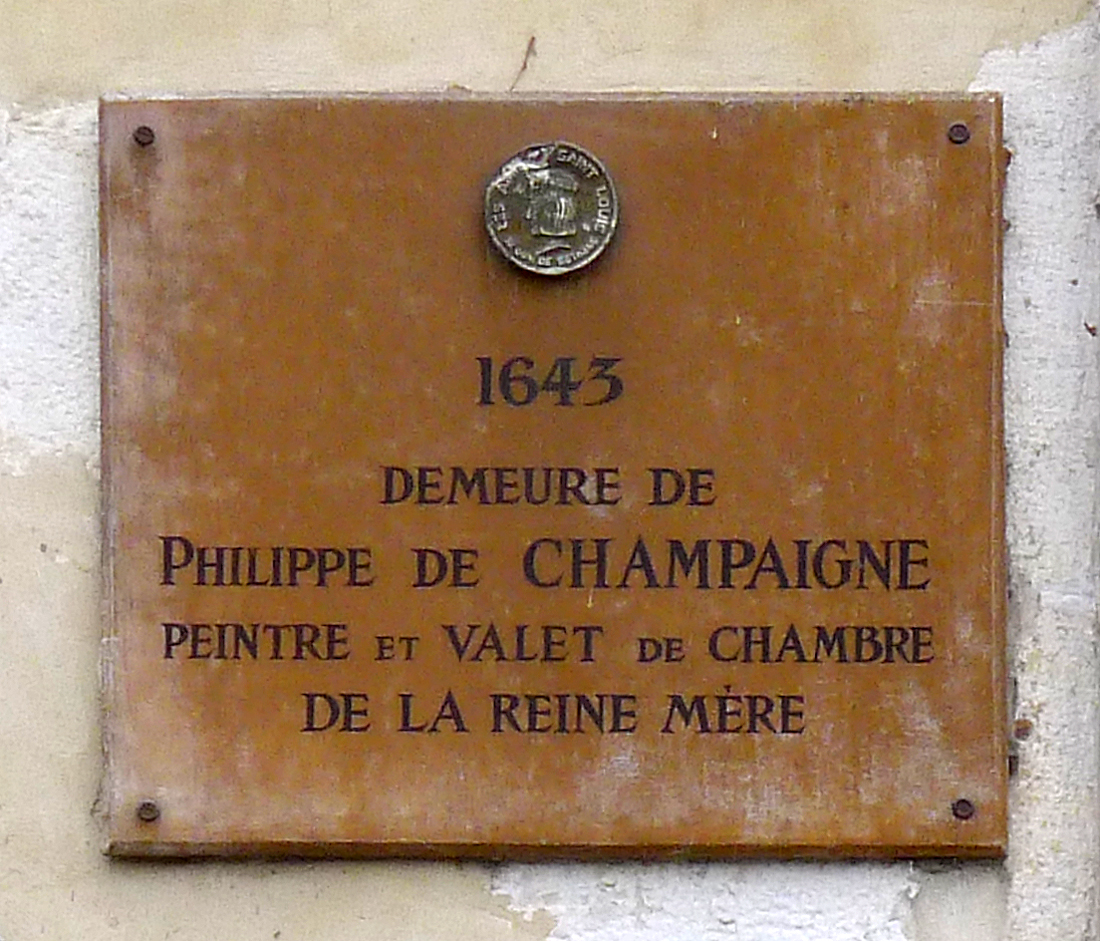
Erinnerungstafel

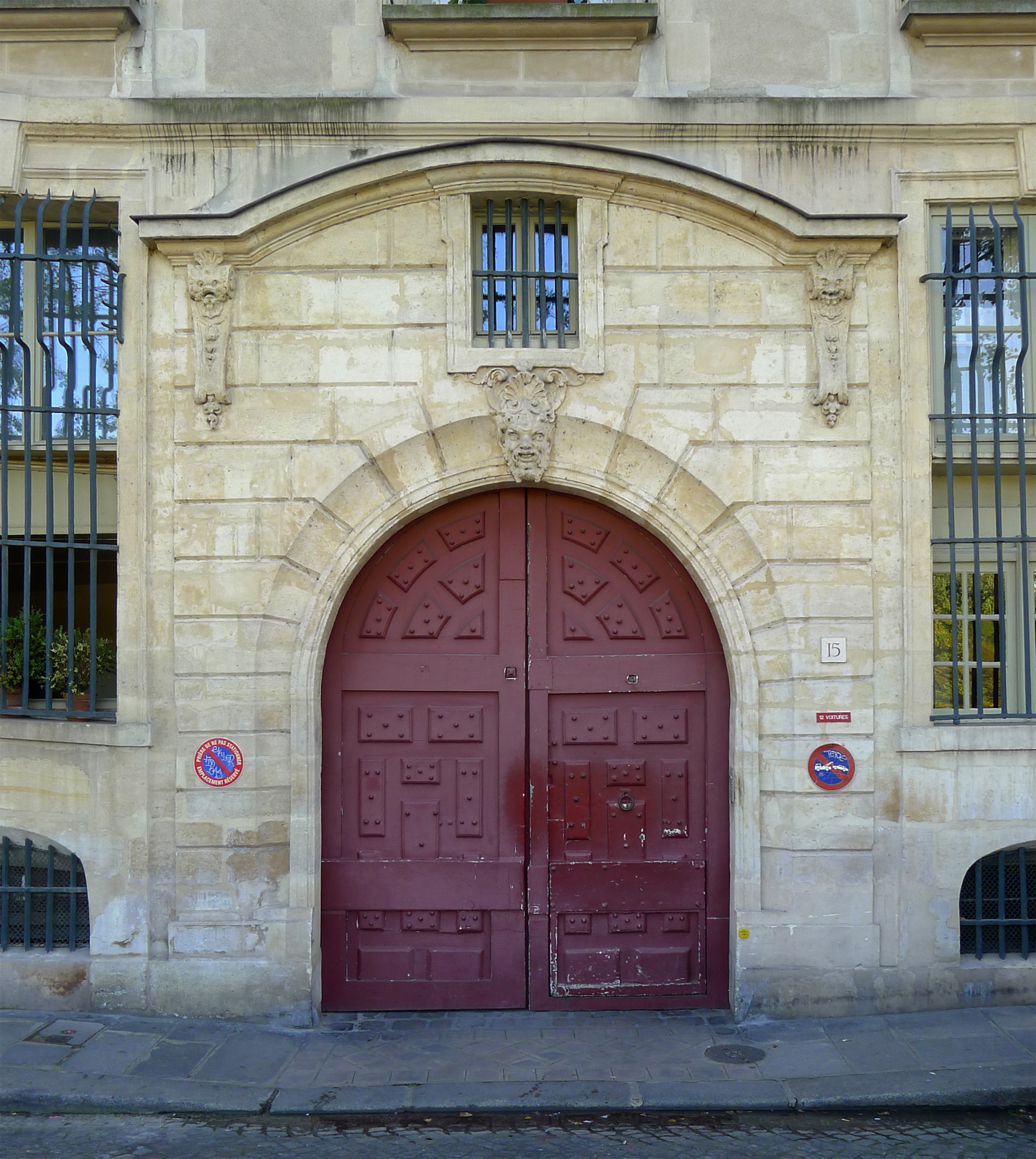
Eingang zum Hôtel Le Charron
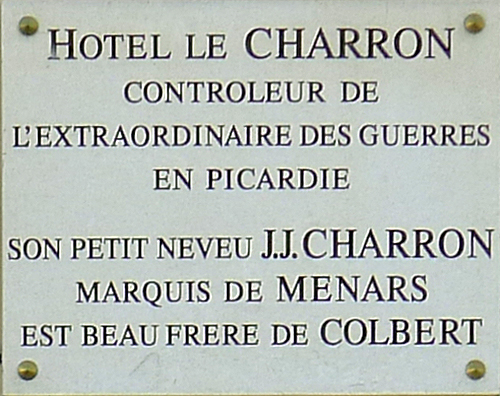
Plaketten …
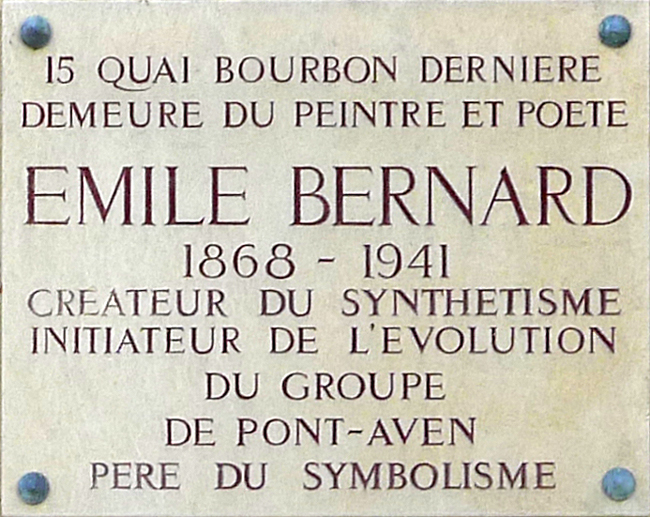
…am Haus